# Bečaje
Bečaje so gručasto naselje v južnem delu Vidovske planote v Občini Cerknica. Leži na slemenišču med dolinama potokov Globošca in Jazbina, ki se kasneje izlijeta v Cerkniščico. Skozi naselje je speljana cesta Cajnarje - Sveti Vid.
Severno je zemlja bolj ilovnata, na jugu pa peščena. Severno in severozahodno prevladuje gozd.

## Prebivalstvo
Etnična sestava 1991:
- Slovenci: 31 (100 %)